# Ньюкерк-Плаза (линия Брайтон, Би-эм-ти)
|     |   |   |     |     |   |   |     |
| · л | · | · | · э | · э | · | · | · л |

|     |   |   |     |     |   |   |     |
| · л | · | · | · э | · э | · | · | · л |

«Ньюкерк-Плаза» (англ. Newkirk Plaza) — станция Нью-Йоркского метрополитена, расположенная на линии Брайтон, Би-эм-ти. Станция находится в Бруклине, в округе Флэтбуш. С севера и юга станцию ограничивают Ньюкерк- и Фостер-авеню, с запада и востока — Мальборо-роуд и Восточная 16-я улица соответственно. На станции останавливаются маршруты B (в будни днём и вечером до 23:00) и Q (круглосуточно). Экспресс-пути используются маршрутом B (в будни днём и вечером до 23:00). Локальные пути используются маршрутом Q (круглосуточно).
Станция является наземной, расположена на четырёхпутной линии и представлена двумя островными платформами. Имеются навесы, каждый из которых поддерживают два ряда колонн. На колоннах также имеются таблички с названием станции.
Станция расположена в выемке и встроена в старинный торговый центр Ньюкерк-Плаза, отсюда и название станции. Торговые ряды располагаются прямо над платформами и сооружены таким образом, что центральные экспресс-пути видны оттуда, а локальные (внешние) проходят непосредственно под торговым центром.
Единственный выход со станции находится в центральной её части. Устройство выхода стандартное: с платформ ведут лестницы, которые приводят в вестибюль над платформами. В вестибюле расположен турникетный павильон. Здесь же можно перейти с одной платформы на другую.
Станция была открыта в 1900 году под названием South Midwood (сейчас округ Мидвуд располагается южнее), тогда ещё на двухпутной линии, проходившей на уровне домов. В 1908 году наземную линию поместили в овраг, там были возведены новые платформы, а также открыт вестибюль станции. В то же время станции дали другое название: по прилегающей улице — Newkirk Avenue. Последнее переименование станции было проведено в августе 2011 года — с тех пор она именуется по торговому центру — Newkirk Plaza.
Станция появлялась неоднократно в кинематографе, например в эпизоде The Luck of the Fryrish мультсериала Футурама.

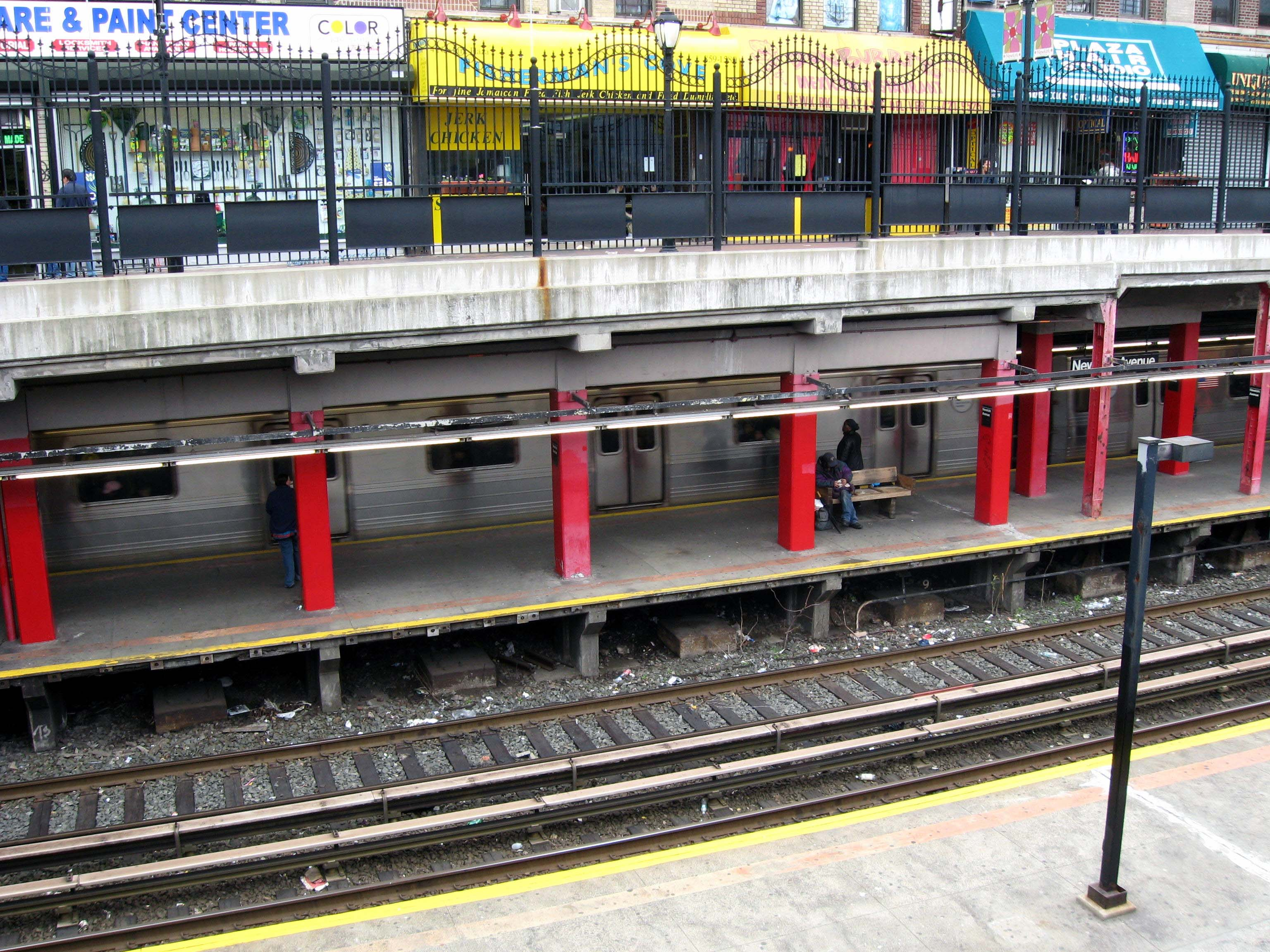
Торговый центр Ньюкерк Плаза над платформами
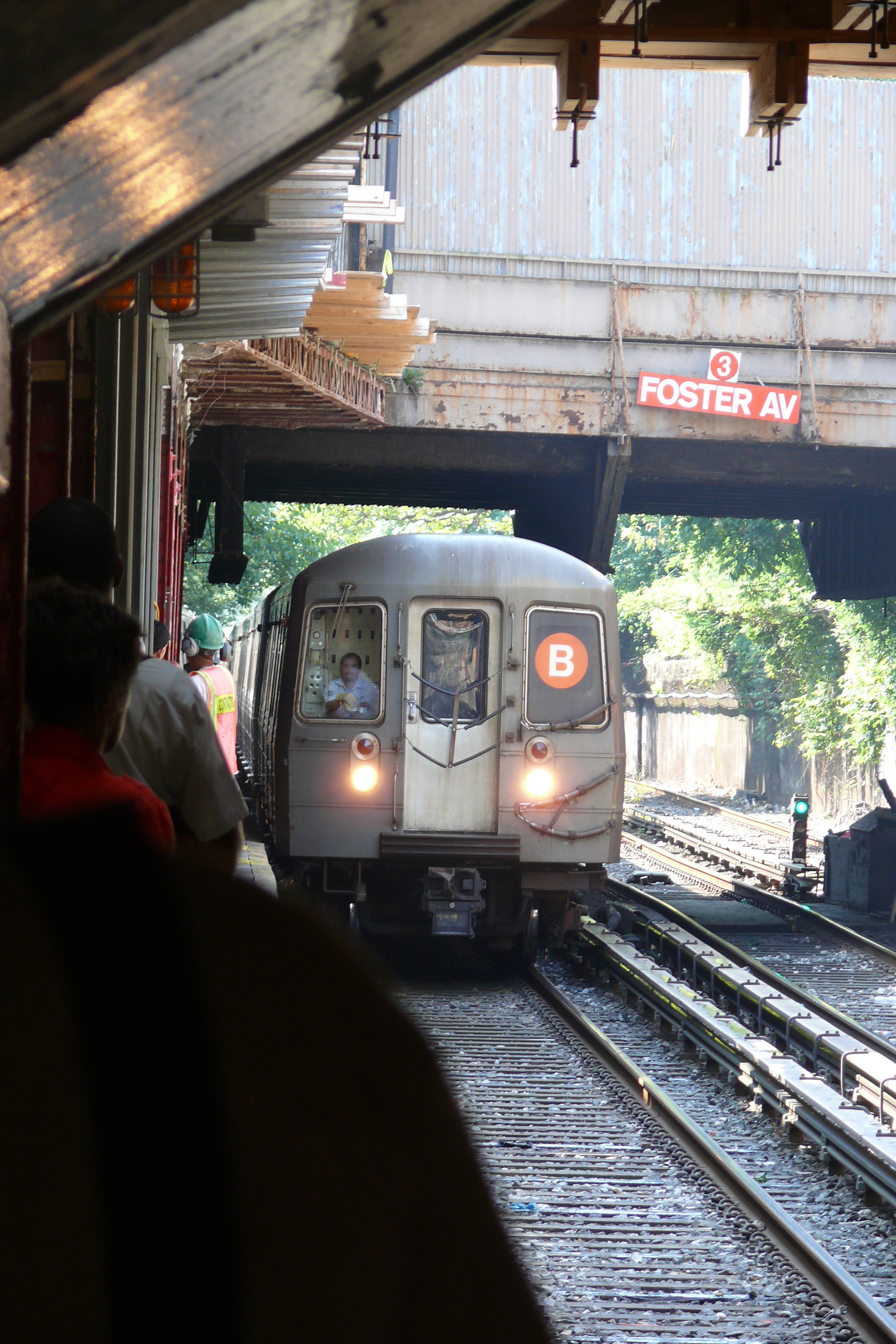
Поезд B прибывает на станцию